# Phyteuma nigrum
Phyteuma nigrum là loài thực vật có hoa trong họ Hoa chuông. Loài này được F.W.Schmidt miêu tả khoa học đầu tiên năm 1793.